# Hypolithus
Hypolithus  (лат.) — род щелкунов из подсемейства Hypnoidinae.

## Описание
Щелкуны средних размеров. Тело выпуклое. Окаймления лба касается переднего края наличника, так что клипеальная область разобщена на две части. Усики у самца и самки чётковидные начиная с 4 сегмента, третий сегмент большой, треугольной формы. Задний край проплевр выемчатый. Задние углы переднеспинки с килями, далеко выступающими от бокового края. Внешний край бедренных покрышек задних тазиков в восемь-десять раз уже внутреннего. Все сегменты лапок без лопастинок.

## Систематика
В составе рода:
- вид: Hypolithus convexus
- вид: Hypolithus littoralis
- вид: Hypolithus michinoku